# Црква брвнара у Љутовници
Црква брвнара у Љутовници, месту у општини Горњи Милановац, подигнута је 1809. године. представља непокретно културно добро као споменик културе од великог значаја.

## Положај и изглед
Црква брвнара у Љутовници, у подножју Планине Рудник, првобитно је била посвећена арханђелу Михаилу, док данас слави Пренос моштију светог Николе.
Под стрмим кровним покривачем у виду клиса се налази полукружни олтарски простор решен везом брвана „на зуб“ и главни део цркве, сада јединствен, а раније подељен на наос и припрату. Западни део крова належе на два дрвена ступца, формирајући омању надстрешницу над главним улазом у храм, који је, као и јужни портал, украшених довратника и надвратника плитко резаном и некада бојеном биљном и геометријском орнаментиком. Прозорски отвори су размештени у источном делу цркве – два уз иконостас и три, мања у олтарском простору. 
Оригинални иконостас храма настао је 1810. године и поједини његови делови данас се чувају у цркви (царске двери, престоне иконе Исуса Христа и арханђела Михаила као и Распеће), заједно са збирком икона из 19. века. Судећи по натпису са царских двери, сликао их је познати иконописац Никола Апостоловић, родом из Земуна, који је – и поред скромног талента – употребом барокно-рокајних елемената унео извесне новине у српско сликарство устаничког периода. 
Заштитни радови на цркви извођени су у више махова током 20. века.